# Antoine Joseph Alricy
Antoine Joseph Alricy est un homme politique français né le 2 février 1759 à Crémieu (Isère) et décédé le 6 septembre 1839 au même lieu.

## Biographie
Avocat, il est procureur syndic du district de la Tour-du-Pin puis est élu député de l'Isère au Conseil des Cinq-Cents le 24 vendémiaire an IV. Il n'est pas réélu en l'an VI et devient conseiller de préfecture en 1800. Il termine sa carrière, en 1803, comme juge de paix à Crémieu.